# Avangardă
Avangarda (din franceză avant-garde, adică înaintea gărzii) este un termen militar ce desemnează o unitate sau subunitate militară care se deplasează în fața forțelor principale ca element de siguranță, de asemenea pentru a preveni spionajul sau vreun atac neașteptat.
Forța și compoziția avangardei trebuie să respecte mărimea și componența trupelor de atac, precum și condițiile din zonă. Cea mai mare parte din aceasta este constituită din infanterie, artileria este atașată unor avangărzi mai mari, și cavaleria în avangardă este necesară și devine tot mai importantă în dependență de deschiderea terenului.
De obicei în avangardă se alocă un sfert din forțele care avansează, la îndepărtarea de principalele forțe, crește proporțional numărul soldaților în aceasta.
În caz de retragere avangarda se transformă în ariergardă.